# セミパラチンスク核実験場
セミパラチンスク核実験場（Семипалатинский ядерный полигон）は、旧ソビエト連邦のかつての主要な核実験場である。カザフ共和国（現・カザフスタン）の北東部、セメイの西方150キロメートルの草原地帯にあり、面積は約1万8000平方キロメートル（日本の四国の面積にほぼ等しい）。
旧ソ連初の核実験（1949年8月29日）から、ソビエト連邦の崩壊に伴う閉鎖（1991年8月29日）まで合計456回の核実験に使用された。閉鎖を記念して、8月29日は国際連合の「核実験に反対する国際デー」となっている。閉鎖後も放射能汚染は残っている。
旧ソ連の核実験は軍事機密として周辺住民に危険性が知らされず、放射性降下物や地下核実験で漏れた放射性ガスによる被曝で癌・白血病、新生児の障害などが多発し、健康被害を受けた人は合計150万人を超えると推定されている。ソ連崩壊後はカザフスタンの所有となったため、世界の核実験場では唯一、他国による調査が可能となっている。

## 歴史

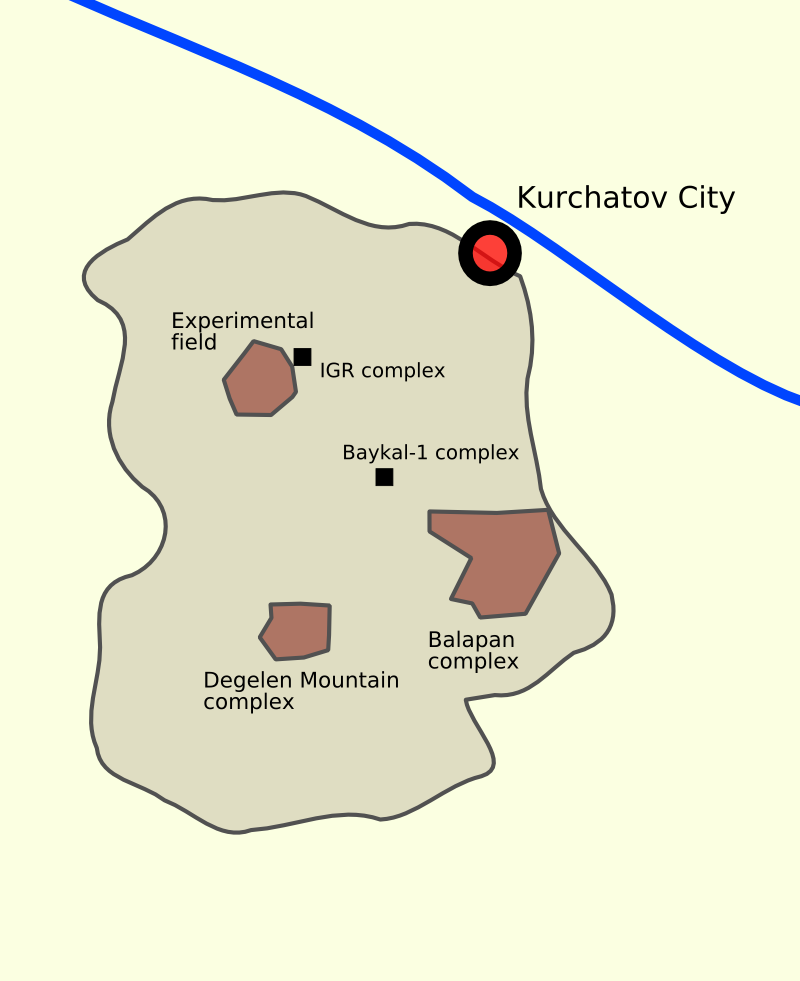
拡大地図。右上の都市は秘密都市クルチャトフ、青線はエルティシ川。

1947年にソ連の原子爆弾開発の最高責任者であったラヴレンチー・ベリヤによってこの場所が選ばれた。ベリヤは、偽ってこの土地一帯が無人だと主張したとされる 。核実験の準備に伴い、実験場郊外に秘密都市セミパラチンスク-21（現在のクルチャトフ市）が秘密警察の指揮下で囚人労働で建設され、関係者が集められた。
ソ連最初の核実験RDS-1は1949年8月29日に行われた。付近の街に放射性降下物が降り注いだが、市民への避難警告はされなかった。実験を指揮した核物理学者のイーゴリ・クルチャトフは、後に、もし核実験が失敗したら、当時ソ連を統治していたヨシフ・スターリンの命により銃殺刑に処されることを覚悟していた、と述懐しており、実際に秘密警察は逮捕の準備をしていたといわれる。
その後、同じ場所（クルチャトフ市から60キロメートルほど西、地図中 “Experimental field”）で100回以上の地上核実験が行われた。さらに1953年8月12日には水素爆弾装置実験RDS-6（核融合反応そのものは失敗）、1955年11月22日の初の水爆実験RDS-37、核の平和利用実験（下記参照）などが行われた。なお、RDS-6の実験に当たっては、付近の住民のうち一部の成人男子を放射能汚染地域に滞在させた。これは人体実験だと見られている。またベトナム戦争の枯葉剤散布のようにここでも奇形児が生まれ、ホルマリン漬けで保存されている。
放射能汚染による住民の健康被害は次第に広がり、地元の研究者たちによる調査が行われたものの、核実験を優先するソ連当局に黙殺され続けた。ソ連末期のグラスノスチにより実験の実態が明らかになると国際的な非難が高まり、1991年8月29日に実験場は正式に閉鎖された。

## 原子の湖
セミパラチンスク核実験場の中には、チャガン湖 (Lake Chagan) という名称の人造湖が存在する。この人造湖は、旧ソビエト連邦が1965年に行った地下核実験（チャガン核実験）によって誕生した。核爆発によって大地を吹き飛ばして作った湖であるため、湖の周囲はカルデラ湖のような外輪山が存在する。また、湖とその付近は放射能汚染が激しく、2006年現在においても高線量の放射線が観測されている。その成因および放射能汚染度の高さから、「原子の湖」(Atomic Lake) という別名がある。

## 反応
1960年代頃には近隣住民らは放射能の影響と気付き始めていたとも語られるが、軍に対し声をあげられなかった。
カザフスタンでの反核運動「ネヴァダ・セミパラチンスク」は1989年に組織された。詩人のオルジャス・スレイメノフがリーダーを務めたこの運動は、ソ連で初めての大きな反核運動だった。抗議運動には数千人が参加し、最終的には1991年のセミパラチンスク核実験場の閉鎖に繋がった。
ユネスコによると、ネヴァダ・セミパラチンスクは、「核兵器の脅威と戦う必要」について、一般の理解を促進するために肯定的な役割を担ったと言われている。運動は世界的な支援を獲得し、「グローバルな生態学的問題を解決する方法を見つけるための現実の歴史的要素」となった。

## 健康被害

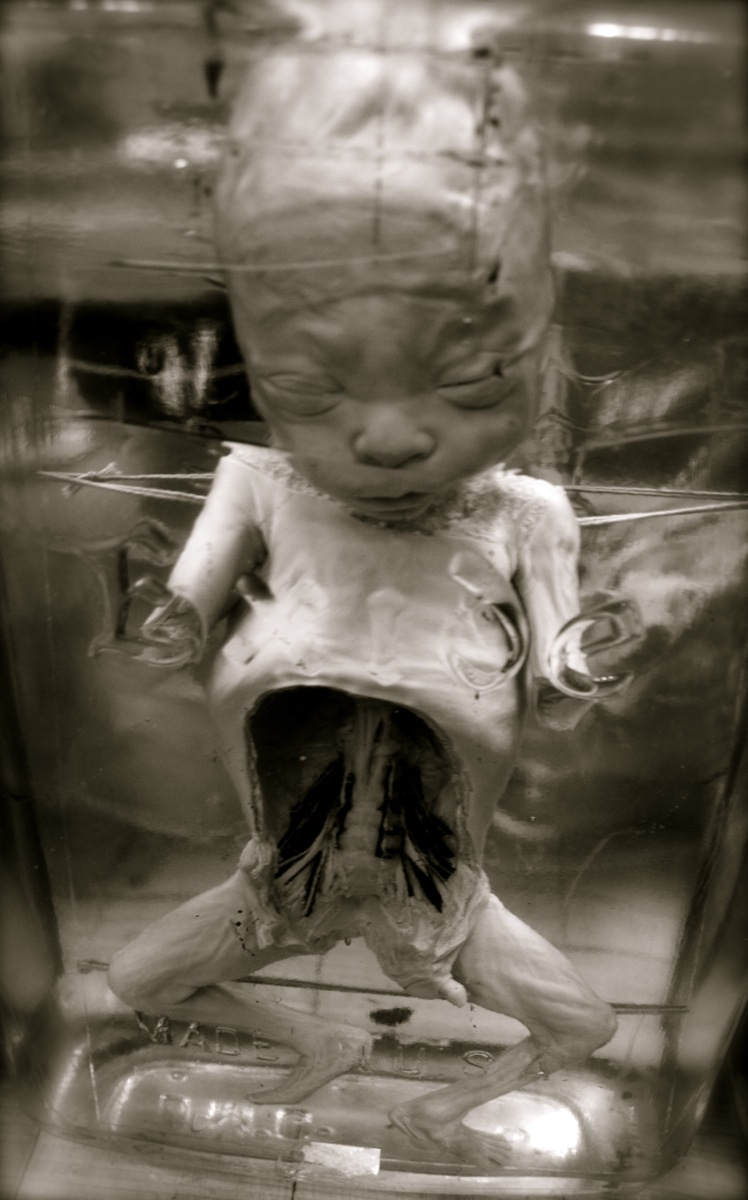
核実験の影響で誕生したと見られる奇形児（PA Perron）

放射性物質への被曝に対する影響の全貌は、ソビエト連邦の政府当局によって長期間隠蔽されていた。実験場の閉鎖後に実施された健康調査によると、実験場からの放射性降下物によっておよそ20万人の付近の住民が直接的な健康被害を受けたとみられる。特に、様々なタイプの癌の発生率が高く、また放射線被曝と甲状腺異常の間の相関性が観察されている。2024年1月22日TBS系放送の『クレージージャーニー』では、州都セメイの放射能被害専門の医療機関の患者・医師や実験場近くの集落住民から、放射能影響の可能性が高い後発性の障害や若者の自殺増につき放射線障害をう苦にしたものもあるとみられること、第二世代の新生児の死亡率の高さ・奇形児の発生、さらに、最近隣のサルジャル村では唯一1953年の実験の際に軍が住民を事前に避難させたものの、40人ほどを村を管理して欲しいとしてとどめ人体実験に使おうとしたことが疑われること等の証言を得ている。

## 中央アジア非核兵器地帯条約
2006年9月8日に、カザフスタン、キルギスタン、タジキスタン、トルクメニスタンとウズベキスタンの5カ国によって調印された中央アジア非核兵器地帯条約の条約署名式は、実験場の閉鎖15周年を記念してセミパラチンスクで行われた。